# CLEC4E
CLEC4E (англ. C-type lectin domain family 4 member E) – білок, який кодується однойменним геном, розташованим у людей на 12-й хромосомі. Довжина поліпептидного ланцюга білка становить 219 амінокислот, а молекулярна маса — 25 073.
| 10         |  | 20         |  | 30         |  | 40         |  | 50         |
| ---------- |  | ---------- |  | ---------- |  | ---------- |  | ---------- |
| MNSSKSSETQ |  | CTERGCFSSQ |  | MFLWTVAGIP |  | ILFLSACFIT |  | RCVVTFRIFQ |
| TCDEKKFQLP |  | ENFTELSCYN |  | YGSGSVKNCC |  | PLNWEYFQSS |  | CYFFSTDTIS |
| WALSLKNCSA |  | MGAHLVVINS |  | QEEQEFLSYK |  | KPKMREFFIG |  | LSDQVVEGQW |
| QWVDGTPLTK |  | SLSFWDVGEP |  | NNIATLEDCA |  | TMRDSSNPRQ |  | NWNDVTCFLN |
| YFRICEMVGI |  | NPLNKGKSL  |  |            |  |            |  |            |

A: Аланін

C: Цистеїн

D: Аспарагінова кислота

E: Глутамінова кислота

F: Фенілаланін

G: Гліцин

H: Гістидин

I: Ізолейцин

K: Лізин

L: Лейцин

M: Метіонін

N: Аспарагін

P: Пролін

Q: Глутамін

R: Аргінін

S: Серин

T: Треонін

V: Валін

W: Триптофан

Задіяний у такому біологічному процесі, як імунітет. 
Білок має сайт для зв'язування з лектинами. 
Локалізований у мембрані.